# R 61 (Senegal)

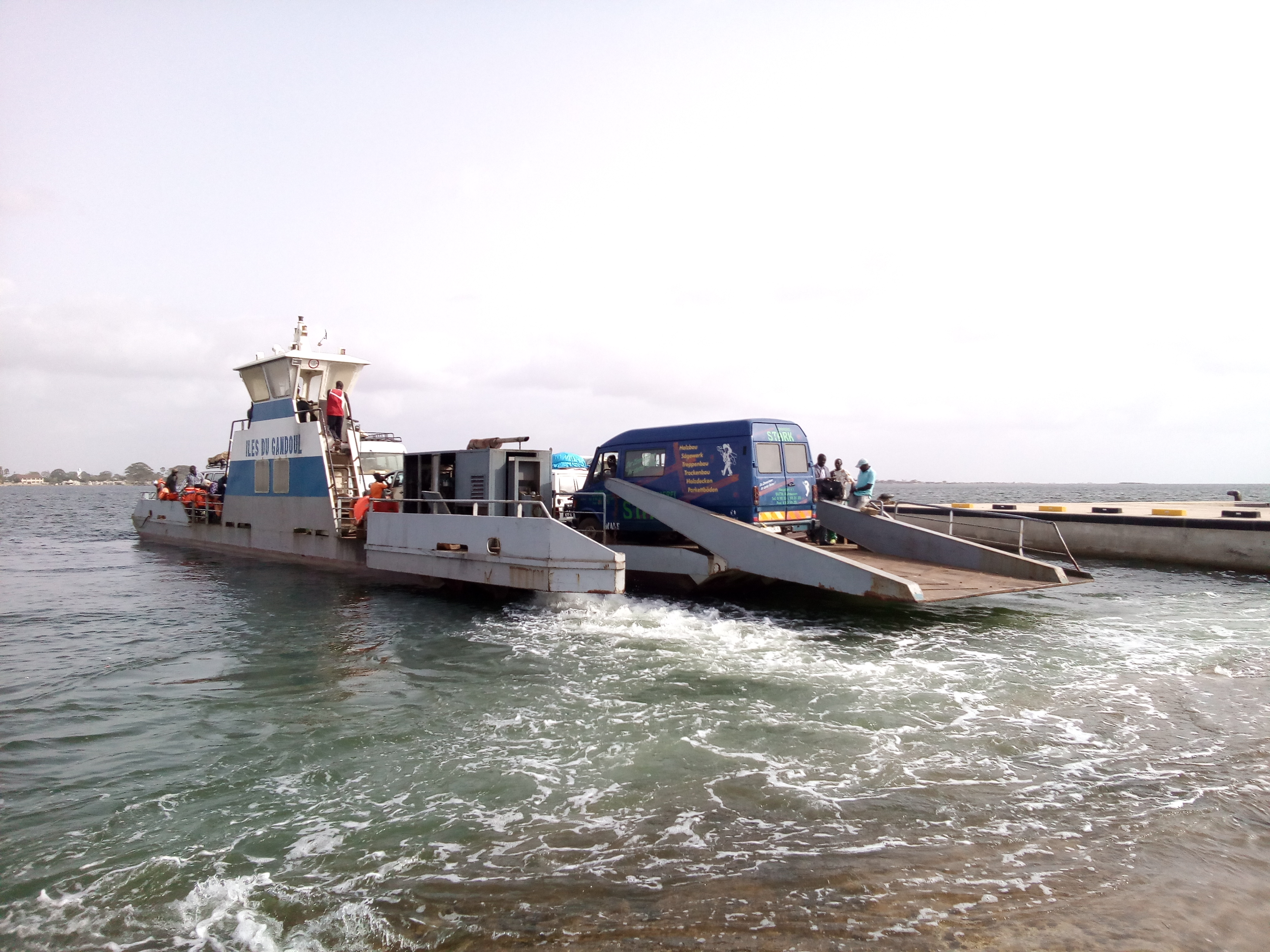
Die Fähre Îles du Gandoul auf dem Saloum zwischen Foundiougne und Ndakhonga

Die R 61 war eine der Regionalstraßen vom Westen in den Süden Senegals und wurde durch die per Dekret im Dezember 2012 klassifizierte N 8 ersetzt.
Der Straßenverlauf beginnt im Stadtzentrum der im Senegal zentral gelegenen Stadt Bambey an einer Verzweigung von der N 3. Das Ende der R 61 liegt südlich davon in der Mitte von Passy an der Einmündung in die N 5 und die Strecke bis dahin ist 102 Kilometer lang.
Die R 61 ist die einzige Nord-Süd-Verbindung aus dem Kernland Senegals durch das unwegsame amphibische Sine-Saloum-Gebiet in das isoliert südlich davon gelegene fruchtbare und touristisch bedeutsame Département Foundiougne der Region Fatick. Allerdings war die Straßenführung durch den Saloum unterbrochen. Den Lückenschluss besorgte jahrzehntelang der Bac de Foundiougne als Autofähre. Die Doppelendfähre Îles du Gandoul pendelte mehrmals täglich über den hier 1200 Meter breiten Fluss. Im Januar 2022 wurde der Fährverkehr durch den Pont de Foundiougne als mautpflichtige Brücke ersetzt. Sie gilt als längste Brücke Westafrikas.
Eine 500 Meter lange Damm-Brücken-Kombination der R 61 verbindet seit Jahren Foundiougne nach Osten über den Diombos, einen Mündungsarm des Saloum, mit dem Festland (Der eigentliche Durchlass unter der Straße ist nur 10 Meter breit). Eine weitere Damm-Brücken-Kombination führt die R 61 durch ein über zweieinhalb Kilometer breites amphibisches Gebiet nördlich von Djilor, das vom Gezeitenstrom eines Diombos-Nebenarms geprägt wird. Für das Wasser gibt es unter der Straße zwei Durchlässe von je etwa 10 Meter Breite. Namentlich am nördlichen Durchlass zeigt das Asphaltband der Straße im November 2015 eine rund hundert Meter lange geschotterte Lücke, die darauf hinweist, dass in einer niederschlagsreichen Regenzeit der Straßendamm fortgespült werden kann und wiederhergestellt werden muss, weil die Durchlässe nicht ausgereicht haben. Die südliche Ausbuchtung des Nebenarms kommt mit einem dritten etwa zwei Meter breiten Wasserdurchlass aus.
Ein Teilstück der R 61 kann als Alternativroute des Dakar-Lagos-Highways dienen. Er ist einer der Trans-African Highways und verbindet über die N 1 und die N 5 die Hauptstädte Dakar und Banjul. Die R 61 zwischen Fatick und Passy verkürzt die Strecke und nach dem Brückenbau auch die Fahrtzeit zwischen den Hauptstädten, weil sie den Umweg nach Osten durch das Nadelöhr der Großstadt Kaolack erspart.